# Trimorus kotenkoi
Trimorus kotenkoi is een vliesvleugelig insect uit de familie van de Scelionidae. De wetenschappelijke naam van de soort is voor het eerst geldig gepubliceerd in 2000 door Kozlov & Kononova.